# Суперсиметрія
«Суперсиметрія» (рус. Суперсимметрия) — четвёртый студийный музыкальный альбом группы «Океан Ельзи», представленный в 2003 году в Киеве.
Название альбома навеяно темой кандидатской диссертации лидера группы Святослава Вакарчука — «Суперсимметрия электронов в магнитном поле».
На песни «Кішка», «Для тебе», «Майже весна» и «Холодно» сняты клипы. Песня «Холодно» вышла незадолго до релиза альбома на одноимённом сингле.
Это последний студийный альбом, записанный оригинальным составом «Океан Ельзи». После его записи из группы уходят басист Юрий Хусточка и клавишник Дмитрий Шуров. В начале 2005 года группу покидает и гитарист Павел Гудимов.

## Список композиций
Слова и музыка песен — Святослав Вакарчук.
| №   | Название                                                      | Текст песни | Музыка             | Длительность |
| --- | ------------------------------------------------------------- | ----------- | ------------------ | ------------ |
| 1.  | «Кішка — (рус. Кошка)»                                        |             |                    | 3:51         |
| 2.  | «Дівчина (з іншого життя) — (рус. Девушка (из другой жизни))» |             |                    | 3:38         |
| 3.  | «Вільний — (рус. Свободный)»                                  |             |                    | 3:49         |
| 4.  | «Susy — (рус. Сьюзи)»                                         |             |                    | 4:00         |
| 5.  | «Мене — (рус. Меня)»                                          |             |                    | 3:24         |
| 6.  | «Для тебе — (рус. Для тебя)»                                  |             |                    | 3:53         |
| 7.  | «Леді — (рус. Леди)»                                          |             |                    | 2:50         |
| 8.  | «Майже весна — (рус. Почти весна)»                            |             |                    | 4:11         |
| 9.  | «Холодно — (рус. Холодно)»                                    |             |                    | 4:32         |
| 10. | «Віддам — (рус. Отдам)»                                       |             |                    | 3:58         |
| 11. | «Невидима сім’я — (рус. Невидимая семья)»                     | Вакарчук    | Вакарчук / Гудимов | 4:19         |

## Музыканты
1. Святослав Вакарчук — вокал
2. Павел Гудимов — электрогитара, акустическая гитара
3. Юрий Хусточка — бас-гитара
4. Дмитрий Шуров — рояль, Fender Rhodes, Hammond Organ B-3, синтезатор
5. Денис Глинин — барабаны, перкуссия

приглашённые музыканты
- Лидия Тутуола, Анна Чайковская — бэк-вокал
- Олег Яшник — акустическая гитара в песне «Дівчина»
- Сергей Товстолужский, Виталий Телезин — синтезаторы
- Владислав Мицовский — перкуссия
- группа струнных: Лилия Бабашина, Семён Лебедев, Анфиса Евенко, Татьяна Казакова, Сергей Казаков, Антон Скакун, Юлея Истомина, Мария Капшученко, Кирилл Шарапов, Оксана Кацапская, Лиза Гурович, Ира Гаврилова, Олександр Тройно, Марта Пуриж, Александр Савченко, Игорь Барынин.

## Студии
- Студии: ДЗЗ (Дом звукозаписи, Киев)
- МТКЦ П. Слободкина (Московский Театрально-Культурный Центр)
- Локатор (Location recording)
- «Столица Звукозапись» (Киев)